# Cantonul Nantes-11
Cantonul Nantes-11 este un canton din arondismentul Nantes, departamentul Loire-Atlantique, regiunea Pays de la Loire, Franța.